# Auditörskåren i USA:s flotta
| Till vänster: En "millrind" (heraldisk avbildning av det järn som håller fast ett kvarnhjul) omgiven av eklöv är insignier som istället för en stjärna finns på gradbeteckningar för officerare i auditörskåren.Till höger: en axelklaff för en lieutenant junior grade i auditörskåren.  |  | Till vänster: En "millrind" (heraldisk avbildning av det järn som håller fast ett kvarnhjul) omgiven av eklöv är insignier som istället för en stjärna finns på gradbeteckningar för officerare i auditörskåren.Till höger: en axelklaff för en lieutenant junior grade i auditörskåren. |
| Till vänster: En "millrind" (heraldisk avbildning av det järn som håller fast ett kvarnhjul) omgiven av eklöv är insignier som istället för en stjärna finns på gradbeteckningar för officerare i auditörskåren. Till höger: en axelklaff för en lieutenant junior grade i auditörskåren. |  | |

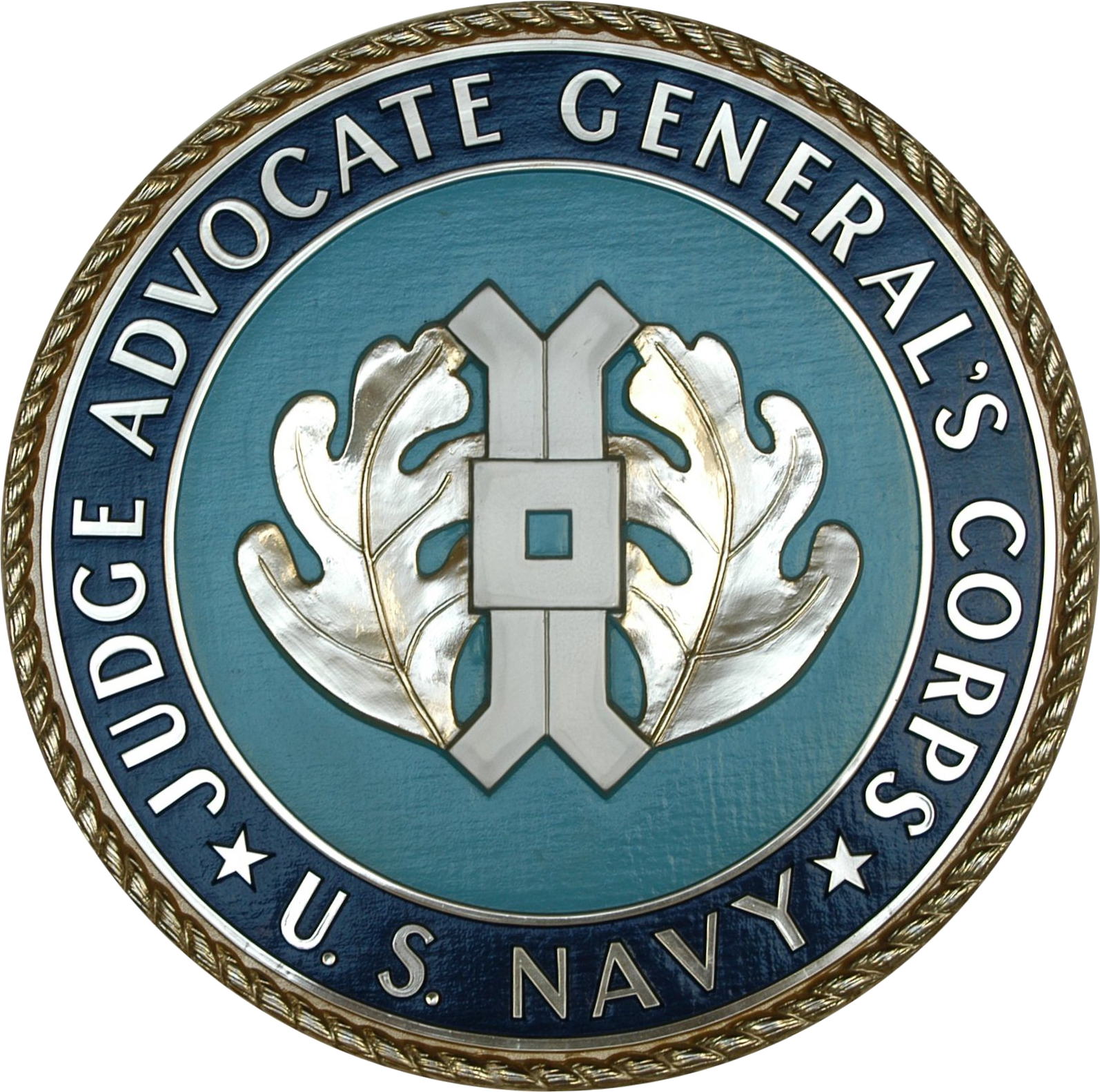
Sigill.

Auditörskåren i USA:s flotta (Judge Advocate General's Corps, förkortat JAGC, informellt kallad för JAG Corps eller JAG) är en av flera stabskårer inom USA:s flotta.
En enskild auditör benämns som judge advocate (JA) och är en jurist som har godkänts i minst en delstats bar exam att utöva juristyrket samt genomgått en kortare utbildning som officer, alternativt en erfaren officer som halvvägs i in karriären på statsmaktens bekostnad genomgått en juristexamen och bar exam.
Officerare inom auditörskåren kan tjänstgöra som domare, åklagare och försvarare i de krigsrätter som sammankallas av ansvarigt befäl i enlighet med Uniform Code of Military Justice (UCMJ), men också som förbandsjurist och folkrättslig rådgivare.

## Bakgrund
Översten i marinkåren William Butler Remey var den förste uniformerade chefsjuristen (engelska: Naval Solicitor) i marindepartementet från 1878 och han övertygade kongressen att skapa en permanent befattning som generalauditör från 1880. Flottans bevillingsakt för 1918 upphöjde generalauditören till en konteramiral. 1947 inrättade flottan ett program för rättsspecialist som möjliggjorde för linjebefäl att tjänstgöra i juridiska befattningar. När Uniform Code of Military Justice antogs 1950 ställde den som krav att generalauditören i varje försvarsgren hade juristexamen och som godkänts en i bar exam och som tjänstgjort som rättsspecialist för minst 8 år.
När året var 1967 hade flottan 20 års erfarenhet med programmet med rättsspecialister, men det var tryck på att skapa en särskild stabskår med enbart jurister. Kongressen antog en lag som inrättade auditörskåren och USA:s president Lyndon B. Johnson undertecknade densamma 8 december 1967, och därmed fick auditörerna ställning som en särskild stabskår inom flottan, jämförbar med läkare och själavårdspersonal.

## Organisation

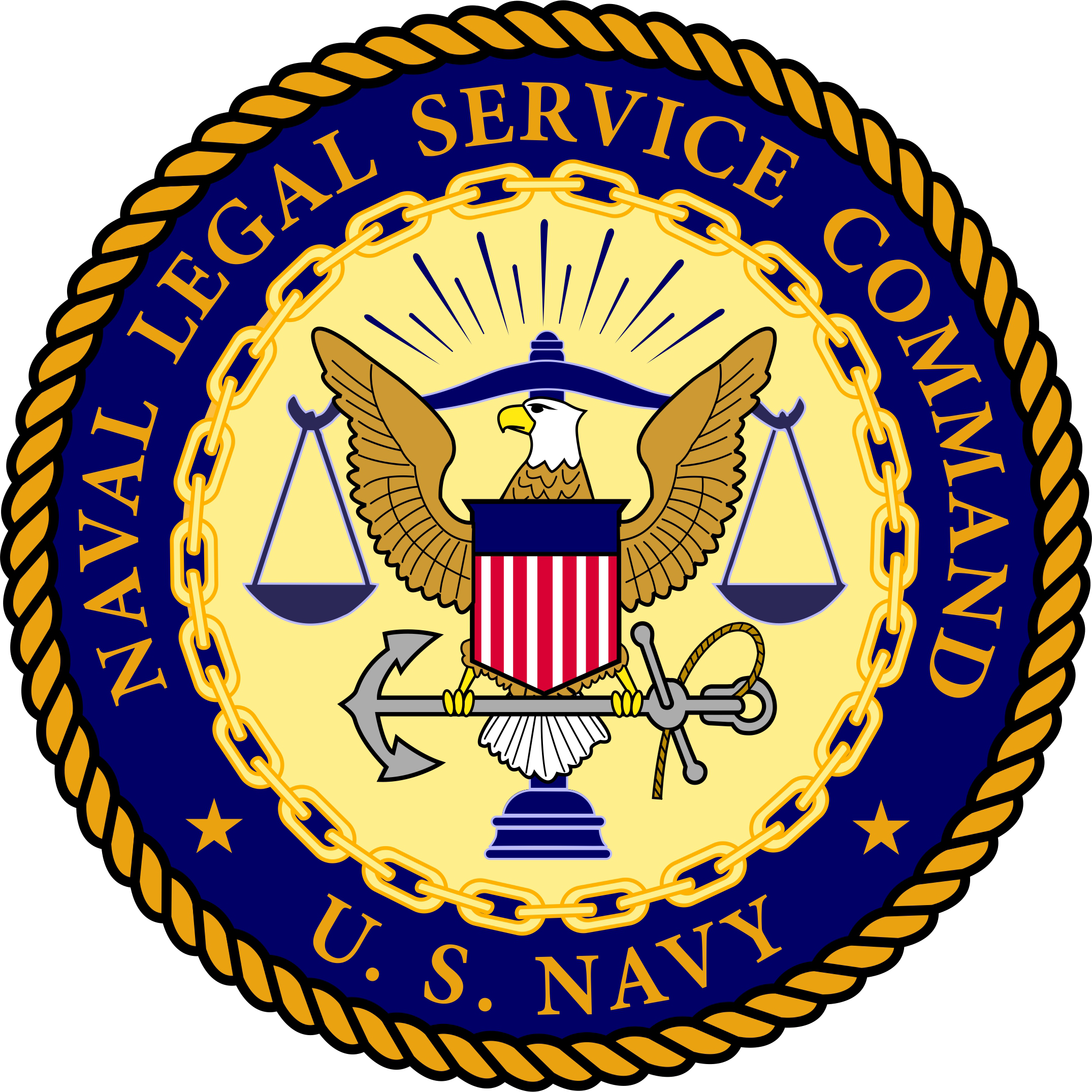
Sigill för Naval Legal Service Command.

Auditörskåren är en av tre juristorganisationer inom USA:s marindepartement: de andra två är marindepartementets civila chefsjurist och dennes stab (engelska: Office of the General Counsel of the Department of the Navy) samt stabsauditören till marinkårskommendanten (engelska: Staff Judge Advocate to the Commandant of the Marine Corps), varav den senare i praktiken är den mest seniora marinkårsauditören.
Auditörskåren leds av generalauditören (engelska: Judge Advocate General of the Navy), som från 2008 är en viceamiral i flottan (eller teoretisk möjligt en generallöjtnant i marinkåren) som utnämns av presidenten med senatens råd och samtycke och som fungerar som den juridiska rådgivaren i uniform till USA:s marinminister. Auditörskåren är en i lag fastställd stabskår inom flottan. Den består av 1 370 auditörer i både aktiv tjänst och reservstatus. Förutom det också 630 underbefäl och underofficerare med yrkesbenämningen legalman (motsvarande en paralegal) och runt 370 civilanställda.
- Office of the Judge Advocate General (OJAG) är namnet på högkvarteret som leds av generalauditören och som även bidrar med juridisk expertis inom marindepartementet för marinministern och chefen för flottan, inklusive krigets lagar och havsrätt[5] (USA har inte ratificerat Havsrättskonventionen då det Republikanska partiet har varit konsekvent motståndare att avträda USA:s suveränitet till internationella organ.[6][7])
- Naval Legal Service Command (NLSC) är namnet på organisationen som leds av den vice generalauditören och som tillhandahåller kontor för rättsliga tjänster runtom i flottan.[5]
- Navy-Marine Corps Court of Criminal Appeals (NMCCA) är den appellationsdomstol till vilket krigsrätter inom flottan och marinkåren kan överklagas till.[8] Från NMCCA kan fall överklagas till United States Court of Appeals for the Armed Forces (USCAAF).[9]
- Naval Justice School (NJS) vid Naval Station Newport i Newport, Rhode Island är den utbildningsinstitution som samtliga auditörer och paralegals genomgår, inklusive personal från marinkåren och kustbevakningen.[10]
- En staff judge advocate alternativt force judge advocate är benämningen som senior förbandsjurist och rättslig rådgivare till befälhavaren för större förband, inklusive försvarsgrensövergripande militärkommandon, och är det närmaste en auditör kommer att föra eget befäl utanför en rättssal eller den egna organisationen.

## Populärkultur
- Aaron Sorkin skrev under slutet av 1980-talet teaterpjäsen A Few Good Men, som var inspirerad av hans systers tjänstgöring i auditörskåren. Pjäsen gjordes senare till en långfilm till vilken Sorkin även skrev manuset, På heder och samvete i regi av Rob Reiner och med Tom Cruise, Demi Moore och Jack Nicholson.[11]
- Producenten Donald P. Bellisario skapade tv-serien På heder och samvete (engelska: JAG) som pågick i 10 säsonger, varav 1 säsong på NBC och nio på CBS, från 1995 till 2005. Seriens premiss liksom huvudrollsfiguren Harmon Rabb, Jr. (David James Elliott) beskrevs som en blandning mellan filmen ovan och Top Gun. Serien var framgångsrik nog att få en egen spinoff, NCIS från 2003 och som produceras till dags dato.[12]